# 教育科技
教育技术是指在教育和教学中使用以计算机为核心的移动信息通信技术。 

## 教育技术定义
美国教育技术与传播协会（ Association for Educational Communications and Technology ，AECT ）与术语委员会在1994年发布的有关教育技术的定义是：“教育技术是为了促进学习而关于学习资源和学习过程的设计、开发、利用、管理和评价的理论和实践。”其英文原文为：Instructional Technology is the theory and practice of design,development,utilization,management and evaluation of processes and resources for learning. 而AECT在2004年的“教育技术国际论坛”中，教育技术可定义为“教育技术是通过创造、使用、管理适当的技术性的过程和资源,以促进学习和提高绩效的研究与 符合伦理道德的实践。”

## 教育技术在中国的发展
在中国，教育技术学源于电化教育。中华人民共和国建国后，最早的学术领袖是南国农（西北师范大学）、萧树滋（河北大学）两位美国哥伦比亚大学归国硕士。萧树滋和南国农创办的全国电化教育培训班培训了大批电教骨干。在20世纪90年代，第二代学术领袖何克抗（北京师范大学）、李克东（华南师范大学）促进了从原先的电化教育向教育技术的转变。何克抗的主要贡献包括：引入美国AECT'1994定义，引入建构主义教学设计概念，倡导主导主体的教学设计。李克东的主要贡献是推动了中国学界和外国学界的交流，在华南师范大学筹办了多起全球性的国际学术会议。

## 中国教育技术学人才的培养
今天的教育技术学在中国有200多个本科专业，这和中国教育信息化程度不高有关；80多硕士点；10多个博士点。总体上看，教育技术学的高级人才仍然匮乏。
目前研究的问题是缺乏一套公认的研究方法。由于中国的教育技术学者多源于理工科，目前多以网络课程开发为主，缺乏对学习者的心理研究。
中国自1978年开始筹办教育技术专业，1983年北京师范大学现代教育技术研究所、华南师范大学电化教育中心、河北大学教育技术~华东师范大学现代教育技术研究所四个单位首次创办了四年制本科教育技术（电化教育）专业。自此，中国的教育技术专业如雨后春笋般涌现出来，逐渐形成了涵盖专科、本科、硕士、博士和博士后在内的人才培养体系。

## 应用领域
教育技术学在许多领域都能找到应用与实践的土壤。主要应用领域有：

### 教育技术基本理论
教育技术学作为一门学科的主要奠基者为美国心理学家罗伯特·加涅，在20世纪六七十年代出版的学术专著《学习的条件》,在认识论和方法论两个方面奠定教育技术的核心，具体内容包括学习结果分类理论、九段教学步骤的教学设计理论。

### 现代教育技术
```
   随着计算机技术、多媒体技术以及网络、虚拟现实等高技术技术在教育领域更加深入的应用，从20世纪90年代以后，国内学者开始大量采用“现代教育技术”这个术语。
```

（1）现代教育技术是以计算机为核心的信息技术在教育、教学中的运用。（何克抗，1999）
（2）现代教育技术是指运用现代教育理论和现代信息技术，通过对教与学过程和资源的设计、开发、应用、管理与评价，以实现教学优化的理论与实践（李克东，1999）。
```
   由定义可以看出，现代教育技术一方面更加强调现代信息技术（计算机、多媒体、网络技术、人工智能、虚拟现实等）的应用，另一方面并不忽视或抵制传统媒体技术的应用。
```

### 远程教育
远程教育(distance education)，又称远程学习(distance learning), 是对实际上不在传统意义上的“教室”或者“校园”里的学生实行的教育。对这种教育和学习类型的研究集中于教学方法、技术和教育系统设计。这类学习被描述为“当信息来源和学习者被时间和/或者距离分开时的一种学习途径”[2]。换句话说，远程学习/教育致力于为学习者提供适合于他们自身环境的，位于课堂外但是却等同于课堂学习的经验。有些远程教育课程要求学习者出于某种原因（比如到校考试）需要到校园集合，这样的课程被称为混合类型课程或混合模式学习(hybrid or blended course of study)。

随着目前科技的发展，远程教育因为能够提供个人化的服务和国际交流而备受关注。远程教育使得学习者可以在家、工作单位、车上，旅途中或者任何方便的时间、地点学习[3]。远程教育正在全球范围内被越来越多的大学和教育机构采纳[4]。
教育技术学是客体技术与主体技术的结合。

### 教育媒体与制作
适合到各级各类学校、各级电教馆、企事业单位、教育电视台、远程教育机构和科研部门从事教学、开发和管理工作。

## 期刊
中国电化教育、现代教育技术、电化教育研究、开放教育研究、远程教育杂志等